# العلاقات البرازيلية المدغشقرية
العلاقات البرازيلية المدغشقرية هي العلاقات الثنائية التي تجمع بين البرازيل ومدغشقر.

## مقارنة بين البلدين
هذه مقارنة عامة ومرجعية للدولتين:
| وجه المقارنة                                              | البرازيل | مدغشقر                      |
| --------------------------------------------------------- | --- | --------------------------- |
| المساحة (كم2)                                             | 8.52 مليون | 587.04 ألف                  |
| عدد السكان (نسمة)                                         | 202.66 مليون | 25.57 مليون                 |
| الكثافة السكانية (ن./كم²)                                 | 23.79 | 43.56                       |
| العاصمة                                                   | برازيليا، ريو دي جانيرو | أنتاناناريفو                |
| اللغة الرسمية                                             | برتغالية برازيلية، Brazilian Sign Language ‏ | اللغة الملغاشية، لغة فرنسية |
| العملة                                                    | ريال برازيلي، كروزيرو ريال برازيلي ‏، كروزيرو البرازيلية (1990–1993)، البرازيلي كروزادو نوفو، كروزادو برازيلي، cruzeiro ‏، كروزيرو البرازيلية (1942–1967)، الريال البرازيلي (قديم) | أرياري مدغشقري              |
| الناتج المحلي الإجمالي (بليون دولار)                      | 2.06 تريليون | 11.50 مليار                 |
| الناتج المحلي الإجمالي (تعادل القوة الشرائية) بليون دولار | 3.22 تريليون | 35.51 مليار                 |
| الناتج المحلي الإجمالي الاسمي للفرد دولار أمريكي          | 8.54 ألف | 401                         |
| الناتج المحلي الإجمالي للفرد دولار أمريكي                 | 15.89 ألف | 1.44 ألف                    |
| مؤشر التنمية البشرية                                      | 0.754 | 0.510                       |
| رمز المكالمات الدولي                                      | +55 | +261                        |
| رمز الإنترنت                                              | .br | .mg                         |
| المنطقة الزمنية                                           | | ت ع م+03:00                 |

## منظمات دولية مشتركة
يشترك البلدان في عضوية مجموعة من المنظمات الدولية، منها:
| علم المنظمة | اسم المنظمة                        | تاريخ انضمام البرازيل | تاريخ انضمام مدغشقر |
| ----------- | ---------------------------------- | --------------------- | ------------------- |
|             | الاتحاد البريدي العالمي            | ?                     | ?                   |
|             | يونسكو                             | 4 نوفمبر 1946         | 10 نوفمبر 1960      |
|             | البنك الدولي للإنشاء والتعمير      | 14 يناير 1946         | 25 سبتمبر 1963      |
|             | منظمة التجارة العالمية             | ?                     | ?                   |
|             | وكالة ضمان الاستثمار متعدد الأطراف | 7 يناير 1993          | 8 يونيو 1988        |
|             | البنك الإفريقي للتنمية             | ?                     | ?                   |
|             | الاتحاد الدولي للاتصالات           | 4 يوليو 1877          | 11 مايو 1961        |
|             | منظمة الشرطة الجنائية الدولية      | ?                     | ?                   |
|             | مؤسسة التمويل الدولية              | 31 ديسمبر 1956        | 27 سبتمبر 1963      |
|             | الأمم المتحدة                      | 24 أكتوبر 1945        | 20 سبتمبر 1960      |
|             | مؤسسة التنمية الدولية              | 15 مارس 1963          | 25 سبتمبر 1963      |
|             | الفريق المعني برصد الأرض           | ?                     | ?                   |
|             | منظمة حظر الأسلحة الكيميائية       | ?                     | ?                   |

## وصلات خارجية
- موقع وزارة الخارجية البرازيلية